# Peppara Wildlife Sanctuary
Peppara Wildlife Sanctuary är ett viltreservat i Indien.   Det ligger i delstaten Kerala, i den södra delen av landet, 2 200 km söder om huvudstaden New Delhi. Arean är 53 kvadratkilometer.